# Kategoria e Parë 1951
La Kategoria e Parë 1951 fu la 14ª edizione della massima serie del campionato albanese di calcio disputato tra il 14 gennaio e il 1º luglio 1951 e concluso con la vittoria della Dinamo Tirana, al suo secondo titolo.
Capocannoniere del torneo fu Refik Resmja (Partizani Tirana) con 59 reti.

## Formula
Il numero di squadre partecipanti passò a 14 e disputarono un turno di andata e ritorno per un totale di 26 partite.
In vista di un ampliamento del numero dei club non furono previste retrocessioni.
Diverse squadre cambiarono nome inserendo "Puna" (in italiano: lavoro) nella propria denominazione.

## Squadre
| Squadra             | Città        | Stadio | Stagione 1950      |
| ------------------- | ------------ | ------ | ------------------ |
| Puna Shkodër        | Scutari      |        | 3°                 |
| Puna Korçë          | Coriza       |        | 7°                 |
| Puna Durrës         | Durazzo      |        | 8°                 |
| Puna Tiranë         | Tirana       |        | 9°                 |
| Puna Elbasan        | Elbasan      |        | 10°                |
| Spartaku Shkodër    | Scutari      |        | Kategoria e Dytë   |
| KF Partizani Tirana | Tirana       |        | 2°                 |
| Puna Fier           | Fier         |        | 11°                |
| Puna Kavajë         | Kavajë       |        | 4°                 |
| Dinamo Tirana       | Tirana       |        | Campione d'Albania |
| Puna Gjirokastër    | Argirocastro |        | Kategoria e Dytë   |
| Puna Vlorë          | Valona       |        | 6°                 |
| Puna Berat          | Berat        |        | Kategoria e Dytë   |
| Puna Qyteti Stalin  | Kuçovë       |        | Kategoria e Dytë   |

## Classifica finale
|                    | Pos. | Squadra            | Pt | G  | V  | N | P  | GF  | GS  | DR   |
| ------------------ | ---- | ------------------ | -- | -- | -- | - | -- | --- | --- | ---- |
| Albania (bandiera) | 1.   | Dinamo             | 50 | 26 | 24 | 2 | 0  | 108 | 7   | +101 |
|                    | 2.   | Partizani          | 48 | 26 | 24 | 0 | 2  | 136 | 10  | +126 |
|                    | 3.   | Puna Tiranë        | 35 | 26 | 16 | 3 | 7  | 61  | 45  | +16  |
|                    | 4.   | Puna Shkodër       | 34 | 26 | 13 | 8 | 5  | 59  | 23  | +36  |
|                    | 5.   | Puna Korçë         | 31 | 26 | 12 | 7 | 7  | 39  | 26  | +13  |
|                    | 6.   | Puna Kavajë        | 29 | 26 | 14 | 1 | 11 | 54  | 38  | +16  |
|                    | 7.   | Puna Durrës        | 26 | 26 | 10 | 6 | 10 | 41  | 55  | -14  |
|                    | 8.   | Puna Elbasan       | 24 | 26 | 10 | 4 | 12 | 30  | 31  | -1   |
|                    | 9.   | Puna Berat         | 22 | 26 | 9  | 4 | 13 | 34  | 60  | -26  |
|                    | 10.  | Spartaku Shkodër   | 21 | 26 | 7  | 7 | 12 | 29  | 64  | -35  |
|                    | 11.  | Puna Vlorë         | 15 | 26 | 6  | 3 | 17 | 20  | 59  | -39  |
|                    | 12.  | Puna Gjirokastër   | 13 | 26 | 5  | 3 | 18 | 29  | 73  | -44  |
|                    | 13.  | Puna Fier          | 11 | 26 | 4  | 3 | 19 | 18  | 73  | -55  |
|                    | 14.  | Puna Qyteti Stalin | 5  | 26 | 2  | 1 | 23 | 10  | 104 | -94  |

Legenda:

      Campione d'Albania
Note:

Due punti a vittoria, uno a pareggio, zero a sconfitta.

## Verdetti
- Campione: Dinamo Tirana